# Burni Pintorimbo
Burni Pintorimbo är ett berg i Indonesien.   Det ligger i provinsen Aceh, i den västra delen av landet, 1 600 km nordväst om huvudstaden Jakarta. Toppen på Burni Pintorimbo är 1 362 meter över havet, eller 191 meter över den omgivande terrängen. Bredden vid basen är 4,1 km.
Terrängen runt Burni Pintorimbo är kuperad västerut, men österut är den bergig.Runt Burni Pintorimbo är det mycket glesbefolkat, med 7 invånare per kvadratkilometer. Det finns inga samhällen i närheten. I omgivningarna runt Burni Pintorimbo växer i huvudsak städsegrön lövskog.